# Agnsjön (Sjötofta socken, Västergötland)
Agnsjön är en sjö i Tranemo kommun i Västergötland och ingår i Nissans huvudavrinningsområde. Sjön har en area på 0,0474 kvadratkilometer och ligger 220,3 meter över havet. Sjön avvattnas av vattendraget Kilan (Västerån).

## Delavrinningsområde
Agnsjön ingår i det delavrinningsområde (636307-135667) som SMHI kallar för Utloppet av  Store-Malen. Medelhöjden är 223 meter över havet och ytan är 22,66 kvadratkilometer. Det finns inga avrinningsområden uppströms utan avrinningsområdet är högsta punkten. Kilan (Västerån) som avvattnar avrinningsområdet har biflödesordning 2, vilket innebär att vattnet flödar genom totalt 2 vattendrag innan det når havet efter 110 kilometer. Avrinningsområdet består  mestadels av skog (75 procent). Avrinningsområdet har 2,29 kvadratkilometer vattenytor vilket ger det en sjöprocent på 10,1 procent.